# Podpinka András
Podpinka András (Budapest, 1968. április 16. –) magyar származású asztaliteniszező, a belga válogatott volt játékosa.
2001-ben a belga válogatottal világbajnoki ezüstöt nyert. Az 1990-es években a Bundesligában játszott eredményesen.

## Sportpályafutása
Magyarországon született 1968-ban. Az asztaliteniszt a Budapesti Spartacusban kezdte, később átigazolt a Fővárosi Vízművekhez.
Már 1985-ben részt vett a felnőtt világbajnokságon Göteborgban.
1985-ben emigrált Belgiumba, és felvette a belga állampolgárságot. Miután egy évet töltött a holland TTV Avanti Hazerswoude klubnál, csatlakozott a belga Royal Villette Charleroi klubhoz.
2001-ben a belga válogatottban szerepelt a vb-n, ahol a döntőben Kínától kaptak ki, így egy ezüsttel távozhattak.
1989-ben kénytelen volt a német Bundesliga Club ATSV Saarbrückenbe igazolni. 1989 augusztusában megkapta (a belga mellé) a német állampolgárságot is. 1991-ben visszatért a La Villette Charleroi klubhoz. Ezzel a klubbal kétszer belga csapatbajnok volt. 1993 előtt a TTC Grenzauhoz csatlakozott, és ezzel 1994-ben német bajnok lehetett. 1997-ben igazolt a VfB Lübeckhez.

## Klubjai
- 1998–2000 Wolkersdorf - St. Később SVS Niederösterreich (Ausztria)
- 2000–2002 DJK Offenburg
- 2002–2004 Immo Mortsel (Belgium)
- 2004–2005 Kecskeméti Spartacus (Magyarország)
- 2005–2006 Ceglédi VSE (Magyarország)
- 2006–? UTTC Raiffeisen Kennelbach (Ausztria)
- ?–2009 CVSE Celldömölk (Magyarország)
- 2009–2011 TV Hilpoltstein, Bundesliga 2.
- 2011– SC Furstenfeldbruck, Bundesliga 2.

## Magánélete
Édesapja Podpinka András, édesanyja Klampár Etelka. Klampár Tibor híres magyar asztaliteniszező unokaöccse. A testvére, Gábor játszott az 1990-es években, emellett még egy húga (Podpinka Andrea) van. Elvált, házasságából egy gyermeke született, Podpinka Dorina.

## Eddigi legjobb eredményei
- 1993-ban 21. volt a világranglistán, európaiként a 13.
- 1993-ban 8 közé jutott egyéniben a világbajnokságon, csapatban 5.
- 2001-ben 2. helyezett a világbajnokságon
- holland bajnok
- 4-szeres belga bajnok
- 3-szoros belga kupagyőztes
- 1-szeres Bajnokok Ligája-győztes
- 2-szeres német bajnok
- 2-szeres ETTU Kupa győztes
- 3-szoros német kupagyőztes